# М-73
ГАЗ-М-73 «Украинец» — прототип автомобіля підвищеної прохідності, створений у 1954 р. на Горьківському автомобільному заводі. Призначався для сільських механізаторів (особливо актуальним його застосування було при освоєнні цілинних земель). Існував всього у двох екземплярах — «купе» та пікап. Хоча серійно не виготовлявся, напрацювання по ГАЗ-М-73 використали для «Москвича-410» (ведучі мости, роздавальну коробку).

## Історія
За словами конструкторів, причетних до ГАЗ-М-73, восени 1954 р. М. С. Хрущов дав завдання С. А. Акопову (міністру автомобільного, тракторного та сільськогосподарського машинобудування СРСР) розробити малолітражний легковик високої прохідності, що мав би замінити однокінний візок — основний транспортний засіб агрономів. У той час вже йшла робота над повнопривідною «Победою», й Хрущов, знаючи про це, своє завдання прокоментував так: «Не одним же начальникам ездить по бездорожью в любое время года!».
Спочатку йшлося тільки про створення повної документації на автомобіль. Масове виробництво ж Акопов мав намір розмістити на автозаводі, будівництво котрого планувалось в Україні, тому перспективний позашляховик назвали «Украинец». Однак невдовзі від нового підприємства довелось відмовитись й автомобіль перейменували у «Механізатор». Однак не виключено, що історія з перейменуванням — всього лише міф. У документації, що дійшла до наших днів наявне лише заводське позначення «ГАЗ-М-73».
Автомобіль створювався на ГАЗі паралельно з М-72 групою конструкторів на чолі з Георієм Мойсеєвичем Вассерманом. Якщо М-72 — це «Победа» з суттєво допрацьованим кузовом та трансмісією від ГАЗ-69, то позашляховик М-73 отримав зовсім новий тримальний (несучий) кузов та агрегати трансмісії. Для нього були спеціально розроблені мости та роздавальна коробка, що по конструкції нагадували зменшені копії агрегатів ГАЗ-69. Двигун потужністю 35 к. с. та 3-ступенева коробка передач були запозичені у «Москвича-402» (що ще тільки готувався до випуску) з котрим також уніфікували елементи гальмівної системи. Підвіска усіх коліс була залежна, на поздовжніх півеліптичних ресорах та з гідравлічними амортизаторами двосторонньої дії.
Прохідність М-73 крім повного приводу забезпечували, зокрема, значний кліренс, відносно великі колеса (типорозмір шин: 6,70—15), коротка колісна база та невеликі звиси.
Два дослідні екземпляри — «купе» та пікап, були створені у грудні 1954 р., а їх випробовування проводились з 12 лютого по 22 березня 1955 р. За цей час автомобілі пройшли близько 3738 км по дорогам різного типу. На засніженій лісовій дорозі разом з парою М-73 для порівняння випробували один з перших дослідних М-72. Допоки глибина снігу не перевищувала 25-27 см, обидві моделі вільно пересувались на другій передачі зі швидкістю 15-20 км/год. На снігу глибиною 40-45 см М-72 застряг, а М-73 такі ділянки на знижувальній передачі долав без проблем. Причина — менша маса та більша площа контакту шин з опорною поверхнею. Наступні заводські випробовування М-73 проводились 28 квітня 1955 р. на розбитих ґрунтових дорогах горьківського радгоспу «Доскіно» разом з ГАЗ-62 та експериментальним ГАЗ-51 з гусеничним рушієм (розробленим В. К. Рубцовим). М-73 усі ділянки долав без зупинок, на відміну від ГАЗ-62, що застрягав двічі.
14 травня 1955 р. пікап М-73 позмагався з серійними ГАЗ-69, ГАЗ-69А та дослідним М-72. Окрім руху по глибоким коліям передбачалося форсування бродів глибиною до 60 см і долання косогорів. На найбільш непрохідній ділянці М-72 «сів» на мости не доїхавши 20 м до місця де на мости «сів» М-73. Слабким місцем усіх автомобілів виявився підкапотний простір — вода, що потрапляла туди глушила двигуни.
Також було виявлено ряд недоліків: максимальна швидкість обох прототипів сягала 85 км/год, що перевищувало задану технічним завданням на 15 км/год. Для зниження швидкості виконали перерахунок передатного числа шестерень постійного зачеплення у роздавальній коробці, збільшивши його з 1,15 до 1,36. Однак після цього на колесах зросло тягове зусилля й для захисту трансмісії від двигуна вимагався обмежувач частоти обертання колінчастого вала (до 4000 хв−1). Крім того планувалось на 100 кг зменшити суху масу автомобіля, захистити підкапотний простір та кабіну від води при доланні бродів, герметизувати гальма, замінити 6В електрообладнання на 12В.
Оскільки резервів виробничих потужностей для серійного виробництва М-73 Горківський автозавод не мав, 2 липня 1955 р. галузевим міністерством було прийнято рішення передати проектування та освоєння М-73 на МЗМА. Однак там освоювати повністю новий кузов не стали, а на базі агрегатів М-73 створили повнопривідні модифікації «Москвича-402» — седан «Москвич-410» та універсал «Москвич-411».